# 克羅什卡島
克羅什卡島（英語：Kroshka Island），是南極洲的島嶼，位於毛德皇后地的瑪塔公主海岸，處於芬布爾冰架，在1961年由蘇聯探險隊繪入地圖，現時由南極條約體系管理。